# Bush plane
Bush plane é um termo da língua inglesa usado para designar uma aeronave de aviação geral usada para transportar passageiros regulares e não programados e serviços de voo para áreas remotas e subdesenvolvidas, como o norte ou interior canadense, tundra do Alasca, mata africana ou savana, floresta amazônica ou outback australiano.
Em tradução mais literal para o português: "avião selvagem" ou "avião rústico" no sentido de ser um avião que pode pousar e decolar em um campo de arbustos. Os bush planes são usados onde a infraestrutura de transporte terrestre é inadequada ou não existe, principalmente em relação à qualidade das pistas de pouso e aterrissagem.

## Traços comuns
Uma vez que um bush plane é definido pela forma como é usado, uma grande variedade de aeronaves diferentes com configurações diferentes têm sido usadas ao longo dos anos como tal. No entanto, a experiência tem mostrado que certas características são desejáveis, e portanto, aparecem com frequência, especialmente em aeronaves especificamente projetadas como "aviões selvagens". Nenhuma dessas características é obrigatória - apenas são características comumente vistas nesse tipo de aeronave.
- O material rodante é projetado para ser equipado com flutuadores, esquis ou roda / esquis para permitir a operação na água ou na neve - principalmente para uso no Canadá, Alasca e Rússia [1] (ver: Avião anfíbio).
- As asas altas facilitam o carregamento e o descarregamento, principalmente nas docas; melhorar a visibilidade para baixo durante o vôo; e aumentar a folga para reduzir o potencial de danos durante a aterrissagem, decolagem, carregamento ou descarregamento.[1]
- O trem de pouso convencional ou "lâmina de cauda" - duas grandes rodas principais e uma pequena roda traseira - reduz o peso e o arrasto, aumentando a velocidade e a carga útil da aeronave. Ele reduz o estresse na fuselagem em comparação com uma roda do nariz. Uma falha também é menos crítica, pois uma roda traseira quebrada é facilmente reparada e não impede a aeronave de voar, ao contrário de uma roda dianteira quebrada.[1]
- O desempenho da pista curta e as características de voo em baixa velocidade são normalmente melhoradas por asas de alta proporção e dispositivos de alta sustentação, como flaps, slots e slats.[1]
- Pneus do tipo "tundra tire" muito grandes e de baixa pressão podem ser instalados para permitir que o piloto opere em terreno acidentado. Não é incomum para um piloto de bush plane pousar e decolar de superfícies não preparadas.[1]
- Os motores a pistão são preferidos aos turboélices, pois são mais baratos de construir e manter e mais fáceis de ligar sem o auxílio de instalações terrestres. Em áreas extremamente remotas onde o avgas pode ser difícil de adquirir, alguns pilotos preferem motores turboélice que podem queimar querosene para aviação.[2]

## Bush planes históricos e atuais
Ano do primeiro voo entre parêntesis.
- AAC Angel (1984)
- Aermacchi AL-60 (1959)
- Antonov An-2 (1947)
- Antonov An-14 (1958)
- Antonov An-28 (1968)
- Antonov An-38 (1994)
- Auster Autocrat (1945)
- Aviat Husky  (1986)
- Avro Avian (1926)[4][5]
- Avro Anson (1935)[6]
- Avro York (1942)
- Bach T-11P (1927)
- Barkley-Grow T8P-1 (1937)
- Barrows Bearhawk (1995)
- Beechcraft Model 17 Staggerwing (1932)[7]
- Beechcraft Model 18 (1937)[8]
- Bellanca CH-300 Pacemaker (1929)[9][10]
- Bellanca CH-400 Skyrocket (1930)
- Bellanca Aircruiser (1930)[11]
- Bellanca Senior Pacemaker (1935)
- Bellanca Senior Skyrocket (1935)
- Boeing B1E (1928)[12]
- Bristol Freighter  (1945)
- Britten-Norman BN-2 Islander (1965)
- Buhl Airsedan (1928)
- Bushcaddy L-162 Max (1995)
- Bushcaddy L-164 (2007)
- Canadian Vickers Vedette (1924)
- Cessna Crane (1939)
- Cessna 172 (1956)
- Cessna 180 (1952)
- Cessna 182 Skylane (1956)
- Cessna 185 Skywagon (1960)
- Cessna 206 Stationair (1962)
- Cessna 208 Caravan (1982)
- Champion Citabria (1964)
- Consolidated Catalina/Canso (1935)[13]
- Curtiss HS (1917)[14]
- Curtiss Lark (1925)[15]
- Curtiss Robin (1928)
- Curtiss Thrush (1929)
- Curtiss-Wright C-46 Commando (1940)
- Curtiss-Wright Junior (1930)
- de Havilland DH.60 Moth (1925)[16][17]
- de Havilland DH.61 Giant Moth (1927)[18]
- de Havilland DH.82 Tiger Moth (1931)
- de Havilland DH.83 Fox Moth (1932)[19]
- de Havilland DH.89 Dragon Rapide (1934)[20]
- de Havilland DH.90 Dragonfly (1935)
- de Havilland Australia DHA-3 Drover (1948)
- de Havilland Canada DHC-2 Beaver  (1947)[21]
- de Havilland Canada DHC-3 Otter (1951)[22]
- de Havilland Canada DHC-4 Caribou (1958)
- de Havilland Canada DHC-6 Twin Otter (1965)[23]
- Dornier Do 27 (1955)
- Douglas Dolphin (1930)
- Douglas DC-3/Douglas C-47 (1935)[24]
- Douglas DC-4 (1942)[25]
- Eastman E-2 Sea Rover (1928)[26]
- Evangel 4500 (1964)
- Fairchild 24 (1932)
- Fairchild C-82 Packet (1944)
- Fairchild FC-2/51 (1926)[27]
- Fairchild 71 (1926)[28]
- Fairchild Super 71 (1934)[29]
- Fairchild 100 (1930)[30]
- Fairchild 82 (1935)
- Fairchild F-11 Husky (1946)
- Fieseler Fi 156 (1936)
- Fleet Freighter (1938)
- Fokker Universal (1926)[31][32]
- Fokker Super Universal (1928)[33]
- Fokker F.11 (1928)[34]
- Ford Trimotor (1926)[35]
- Found FBA-2 (1960)
- GAF Nomad (1971)
- Gippsland GA8 (1995)
- Gippsland GA10 (2012)
- Grumman Goose (1937)[36]
- Grumman Widgeon (1940)[37]
- Grumman Mallard (1946)[38]
- Halpin Flamingo (1929)
- Hamilton H-47 (1928)
- Helio Courier (1954)
- Howard DGA-8/9/11/12 (1936)
- Howard DGA-15 (1939)
- Junkers F.13 (1919)[39]
- Junkers G 31 (1926)
- Junkers W 33 (1926)[40]
- Junkers W 34 (1926)[41]
- Junkers Ju 52/1m (1930)[42]
- Kitfox (1984)
- Lake Buccaneer (1960)
- Lockheed Vega (1927)[43]
- Lockheed Model 18 Lodestar (1939)
- Max Holste Broussard (1952)
- Maule M-7 (1984)
- Murphy Rebel (1990)
- Murphy Moose (1995)
- Murphy Elite (1996)
- Noorduyn Norseman (1935)[44]
- Northrop N-23 Pioneer (1946)
- Northwest Ranger (1968)
- PAC P-750 XSTOL (2001)
- Piper J-3 Cub (1938)
- Piper PA-18 Super Cub (1949)[45]
- Piper PA-22 Bushmaster
- Piper PA-23 (1952)
- Pipistrel Virus SW (2006)
- Pilatus PC-6 Porter/Turbo Porter (1959)
- Polikarpov Po-2 (1927)
- PZL-104 Wilga (1962)
- Quest Kodiak (2004)
- Rans S-7 Courier (1985)
- Republic RC-3 Seabee (1945)[37]
- Ryan Brougham (1927)
- Shavrov Sh-2 (1930)
- Short SC.7 Skyvan (1963)
- Sikorsky S-38 (1928)
- Sikorsky S-39 (1929)
- Stearman C3 (1927)
- Stearman M-2 (1929)
- Stearman 4 (1930)
- Stinson Detroiter (1926)
- Stinson Junior (1928)[46]
- Stinson Model A (1934)
- Stinson Reliant (1933)
- Stinson Voyager (1939)
- Stinson 108 (1946)
- Supermarine Sea Otter (converted after 2nd World War)
- Technoavia SM92 Finist (1993)
- Travel Air 6000 (1928)
- Vickers Viking (1919)[47]
- Waco 10 (1927)
- Waco Standard Cabin series (1931)
- Waco AQC-6/Waco ZQC-6 Freighter (1936)[48]
- Westland Limousine (1919)
- Yakovlev Yak-12 (1947)
- Zenith STOL CH 701 (1986)

## Museus de aviação com exemplares debush planes
- Alberta Aviation Museum
- Alaska Aviation Heritage Museum
- Canada Aviation and Space Museum
- Canadian Bushplane Heritage Centre
- Western Canada Aviation Museum